# Mohelnice (nádraží)
Mohelnice je železniční stanice ve stejnojmenném městě na adrese Nádražní 339/5 789 85 Mohelnice nedaleko říčky Mírovka. Nachází se severozápadně od Olomouce v Olomouckém kraji, v okrese Šumperk v nadmořské výšce 260 m, na železniční trati Česká Třebová – Přerov, v km 53,066.

## Historie
Nádraží vzniklo na nově budované trati společnosti Severní státní dráha z Olomouce do Prahy v letech 1843–1845. Slavnostní vlak tudy projel 20. srpna 1845 za osobního řízení inženýra Jana Pernera, který trať navrhl. Návrh původně empírové budovy je připisován, stejně jako skoro u všech stanic na této trase, architektu Antonu Jünglingovi.
Roku 1959 byla trať procházející stanicí elektrizována soustavou 3 kV stejnosměrného proudu.

## Modernizace
Stanicí prochází III. železniční koridor. Po roce 2000 byla dokončena rekonstrukce stanice a úpravy parametrů nádraží na koridorovou stanici: nachází se zde kryté ostrovní nástupiště s podchodem, byl instalován elektronický informační systém pro cestující a výpravní budova prošla opravou. Vlaky mohou stanicí projíždět rychlostí až 160 km/h, stanice je vybavena elektronickým stavědlem ESA 11, které je dálkově řízeno z centrálního dispečerského pracoviště Přerov.

## Výpravní budova
V úseku Olomouc – Česká Třebová byla železniční stanice Mohelnice zařazena do IV. třídy. Její vybavení se skládalo z čekárny, pokladny, dvou bytů a vodárny.
Výpravní budova byla navržena Antonem Jünglingem jako stavba se středním patrovým tříosým traktem na čtvercovém půdorysu, k němuž byla po stranách přistavěna krátká přízemní křídla. Střední část byla kryta stanovou střechou, křídla měla střechy valbové. Empírové fasády s do líce vsazenými okny byly členěny hladkými omítanými plochami s pásovou rustikou se širokými pásy. Úzké šambrány s jemnou profilací rámovaly obdélná okna. Později byla vnitřní dispozice upravena, kdy byly zvětšeny kanceláře a čekárna.
Po převzetí dráhy soukromou Rakouskou společností státní dráhy (StEG) byla výpravna v roce 1875 přestavěna. Nově byla zařazena do třídy III.B. Architekt Carl Schumann vypracoval návrh budovy s dvouosými patrovými křídly přistavěných ke středovému trojosému rizalitu, stavba byla krytá sedlovou střechou. Členění bylo v podobě tenkých průběžných a parapetních říms. Ve štítech byla dvojice malých okének.
V roce 1904 byla prodloužena křídla o jednoosé přízemní přístavky se sedlovou střechou a kruhovým okénkem ve štítu. Fasáda byla členěna strukturovanou omítkou a hladkými plastickými prvky. V křídle na českotřebovské straně byla umístěna čekárna 3. třídy, v druhém křídle byla lampárna, staniční sklad a nocležna pro staniční dělníky. Vnitřek přízemí budovy byl upraven na vestibul s přístupem do čekárny 3. třídy a nově umístěné čekárny 1. a 2. třídy a zavazadlové místnosti. byla zvětšena dopravní kancelář a zřízena nákladní pokladny s místností pro přepravce.

## Galerie

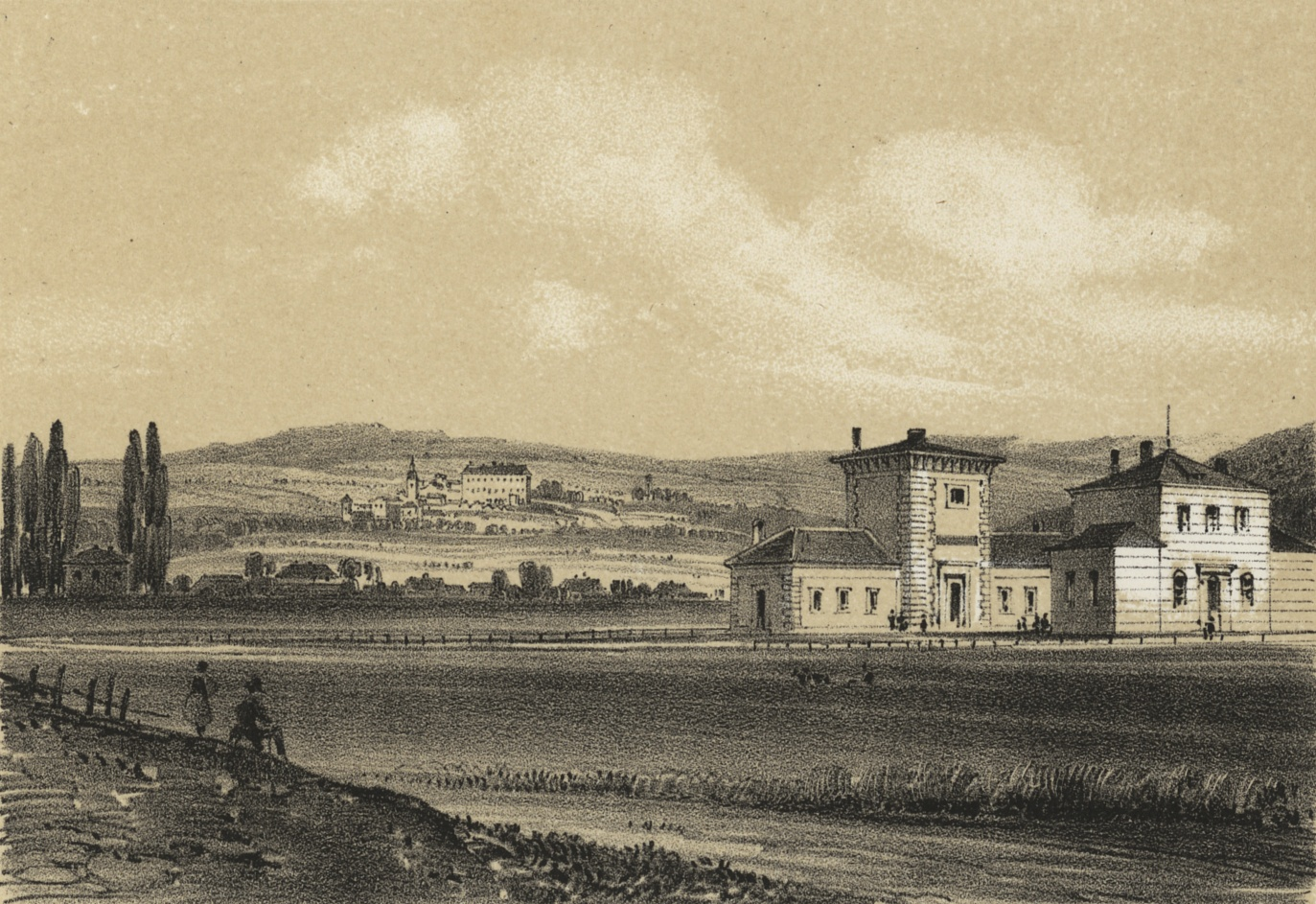
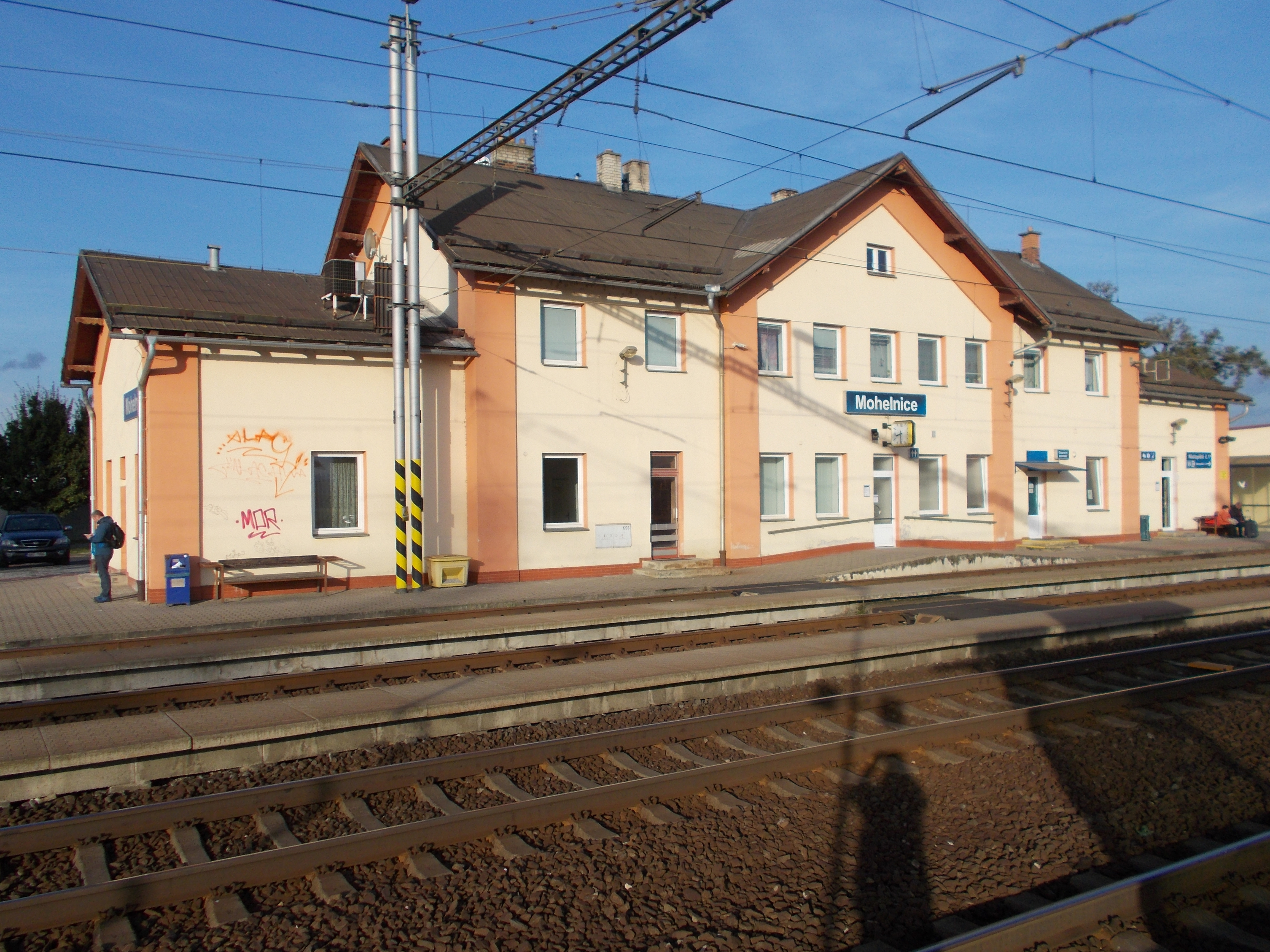

### Vodárna
Vodárna, která byla postavena přes koleje naproti výpravní budově, měla středový trakt skoro čtvercového půdorysu se dvěma bočními křídly se třemi okenními osami a valbovou střechou. V každém křídle byl byt pro strážníka trati, do kterého se vstupovalo do kuchyně a z ní do kabinetu a dále do pokoje. V jednoosé patrové střední části byl v přízemí kotel s čerpadlem. Na valené klenbě stropu byla posazena čtyřhranná nýtovaná nádrž o objemu 14 m³. Střední trakt měl nízkou stanovou střechu.